# Герб Восточного Тимора
Герб Восточного Тимора был введён 18 января 2007 года. Основан на проекте, который использовался, когда страна односторонне объявила о своей независимости 28 ноября 1975 года.
В центре герба — изображение автомата Калашникова, как и на гербах Мозамбика и Зимбабве.
Девиз на португальском языке — «Unidade, Acção, Progresso» («Единство, Действие, Прогресс»).

## История

Малый Герб Португальского Тимора 1935—1975
Герб Восточного Тимора 1935—1951
Герб Восточного Тимора 1951—1975
Герб Восточного Тимора 1975—1976
Герб Восточного Тимора 1976—1999
Герб Восточного Тимора в годы протектората ООН 1999—2002
Герб Восточного Тимора 2002—2007